# Shaun Donovan
Shaun Donovan (* 24. leden 1966) je americký politik. V prezidentských volbách v roce 2008 pomáhal v kampani Baracku Obamovi.
Dne 13. prosince 2008 Barack Obama oznámil, že Donovana jmenuje ministrem bytové výstavby a rozvoje měst.